# X Corp.
Az X Corp. egy amerikai technológiai vállalat, amelynek székhelye Bastropban, Texasban található. Elon Musk alapította 2023-ban a Twitter, Inc. utódjaként, és 2025. március 28. óta az xAI teljes tulajdonú leányvállalata,  amelynek részben Musk a tulajdonosa. A vállalat tulajdonában van az X (korábban Twitter) közösségi hálózati szolgáltatás, és bejelentette, hogy azt más szolgáltatások alapjaként kívánja felhasználni, beleértve az xAI Grok és Aurora modelljeinek beépítését is. Tulajdonában vannak továbbá a Vine, Periscope és X.com szolgáltatások védjegyei is.